# Vasile Chira
Vasile Chira (n. 7 noiembrie 1962, Breb, Maramureș) este un scriitor, filosof, teolog și profesor român, cunoscut pentru contribuțiile sale în domeniul filosofiei și pentru activitatea sa de traducător al textelor clasice.

## Educație și carieră
Vasile Chira a absolvit Seminarul Teologic Ortodox din Cluj-Napoca (1980-1985) și Facultatea de Teologie Ortodoxă „Andrei Șaguna” din Sibiu (1986-1990). Ulterior, a făcut   studii  de Filosofie la Facultatea de Istorie și Filosofie și la Facultatea de  Litere(Filologie clasică), la Universitatea „Babeș-Bolyai” din Cluj-Napoca. 
În anul martie 2004,  își susține teza de doctorat în filosofie la  Facultatea de Istorie și Filosofie, Universitatea „Babeș-Bolyai” din Cluj-Napoca.
În aprilie 2006,devine membru al Uniunii Scriitorilor din România.
Din  anul  2000  până în prezent, este Lector universitar la Facultatea de  Teologie "Andrei Șaguna", Universitatea "Lucian Blaga" din Sibiu, unde predă cursuri  de Filosofie și Limbi clasice(limba greacă și limba latină ).
Între anii 2005 si 2007 a  fost lector universitar asociat la Departamentul de Filosofie al Facultății de Jurnalistică, Univ. ”Lucian Blaga”, Sibiu, unde a ținut cursurile de Filosofie modernă, Filosofie analitică, Filosofia în secolul XX etc.
În 2009, a fost premiat cu titlul de Profesor Bologna de către Alianța Națională a Organizațiilor Studenților din România.

### Carieră politică
În 2008 a candidat în calitate de independent la Camera Deputaților.
În 2024 a candidat la Camera Deputaților în județul Sibiu, din partea partidului AUR.

## Publicații
- Homo interrogans (poeme), Ed. Dacia, 1999
- Curs de limba latină pentru studenții facultăților de teologie Vol. I, Morfologia, Ed. Napoca Star, Cluj-Napoca, 2000
- Jocul eonilor (poeme), Ed. Eikon, 2004
- Requiem. Dialogul lutului cu Ființa, Ed. Eikon, 2005
- O noapte cu Dumnezeu (poeme), Ed. Eikon, 2006
- Dominantele gândirii cioraniene, Ed. Univ. „Lucian Blaga” Sibiu 2006
- Curs de limba greacă veche Vol.I Morfologia, Ed. Univ. „Lucian Blaga” Sibiu 2006
- Fragmentarium, Ed. Univ. „Lucian Blaga” Sibiu 2006
- Nicanor și Secunda (tragedie în șapte acte), Ed. Eikon Cluj-Napoca 2007[5]
- Problema Transcendenței la Cioran, Ed. Univ. „Lucian Blaga” Sibiu 2007
- Istoria filosofiei presocratice în 492 de capete, Ed. Univ. „Lucian Blaga” Sibiu 2007
- Orologiul (roman), Ed. "Dacia" Cluj-Napoca 2010[6]
- Prelegeri de filosofie, Ed. Univ. „Lucian Blaga”, Sibiu, 2010
- Studii de pluri-, inter- si transdisciplinaritate, Ed. Univ. „Lucian Blaga”,Sibiu, 2012
- Lecții de filozofie, Ed. Univ. „Lucian Blaga”, Sibiu, 2012[7]
- Limba greacă, Vol. II, Sintaxa propoziției, Editura „ASTRA Museum” Sibiu 2014
- Limba latină, Vol. II, Sintaxa propoziției , Editura „ASTRA Museum” Sibiu 2014
- Antologie de literatură patristică (selecția textelor,introduceri, traducere din lb. greacă și lb.latină, note și vocabular de Vasile Chira), Editura „ASTRA Museum” Sibiu 2014
- Liber miscellaneus,Editura „ASTRA Museum” Sibiu 2014
- [8]Analitica existentială La Cioran/ Existential analytic for Cioran(Editie bilingva), Editura „ASTRA Museum”, Sibiu,2014
- Maramureșul voievodal - spațiul ontologic originar al României, Editura „ASTRA Museum”, Sibiu,2017.
- Despre geniu  și alte eseuri, Editura Eikon, București, 2019[9] (premiată la Ediția a XXXVIII - a  Concursului de proză Saloanele Liviu Rebreanu, organizat de Uniunea Scriitorilor din România, la secția eseu, pe Anul 2020).
- Titiana Mihali - Pasărea măiastră a cântecului popular românesc,  Editura Agnos, Sibiu, 2021(în colaborare cu profesorul și dirijorul  sibian, Dr.Vasile Bebeșelea Sterp).

A  publicat de asemenea, peste  100 de studii și articole, în reviste de cultură din țară și străinătate.